# Hermannsdóttir
Hermannsdóttir ist ein isländischer Name.

## Bedeutung
Der Name ist ein Patronym und bedeutet Tochter des Hermann. Die männliche Entsprechung ist Hermannsson (Sohn des Hermann).

## Namensträgerinnen
- Annalísa Hermannsdóttir (* 1997), isländische Schauspielerin
- Ída Marín Hermannsdóttir (* 2002), isländische Fußballspielerin
- Signý Hermannsdóttir (* 1979), isländische Basketballspielerin